# Muscle abducteur du petit orteil
Le muscle abducteur du petit orteil (Musculus abductor digiti minimi) est un muscle du membre inférieur situé dans la région plantaire du pied.

## Description
Le muscle abducteur du petit orteil est le petit muscle le plus latéral de la face plantaire du pied.
Il relie le calcanéus à la phalange proximale du cinquième orteil.

## Origine
Le muscle abducteur du petit orteil  se fixe sur le processus latéral de la tubérosité calcanéenne, sur la face profonde de l'aponévrose plantaire et sur la cloison intermusculaire qui le sépare du muscle court fléchisseur des orteils.

## Trajet
Le muscle abducteur du petit orteil se dirige en avant, passe sous la face inférieure de la base du cinquième métatarsien où il peut de façon inconstante s'insérer sur son apophyse styloïde formant alors le muscle abducteur du cinquième métatarsien.

## Terminaison
Le muscle abducteur du petit orteil s'insère sur face externe de la base de la phalange proximale du cinquième orteil.

## Innervation
Le muscle abducteur du petit orteil est innervé par le nerf plantaire latéral.

## Vascularisation
Le muscle abducteur du petit orteil est vascularisé par des rameaux de l'artère plantaire externe.

## Anatomie fonctionnelle
Le muscle abducteur du petit orteil est abducteur et accessoirement fléchisseur du cinquième orteil.

## Galerie

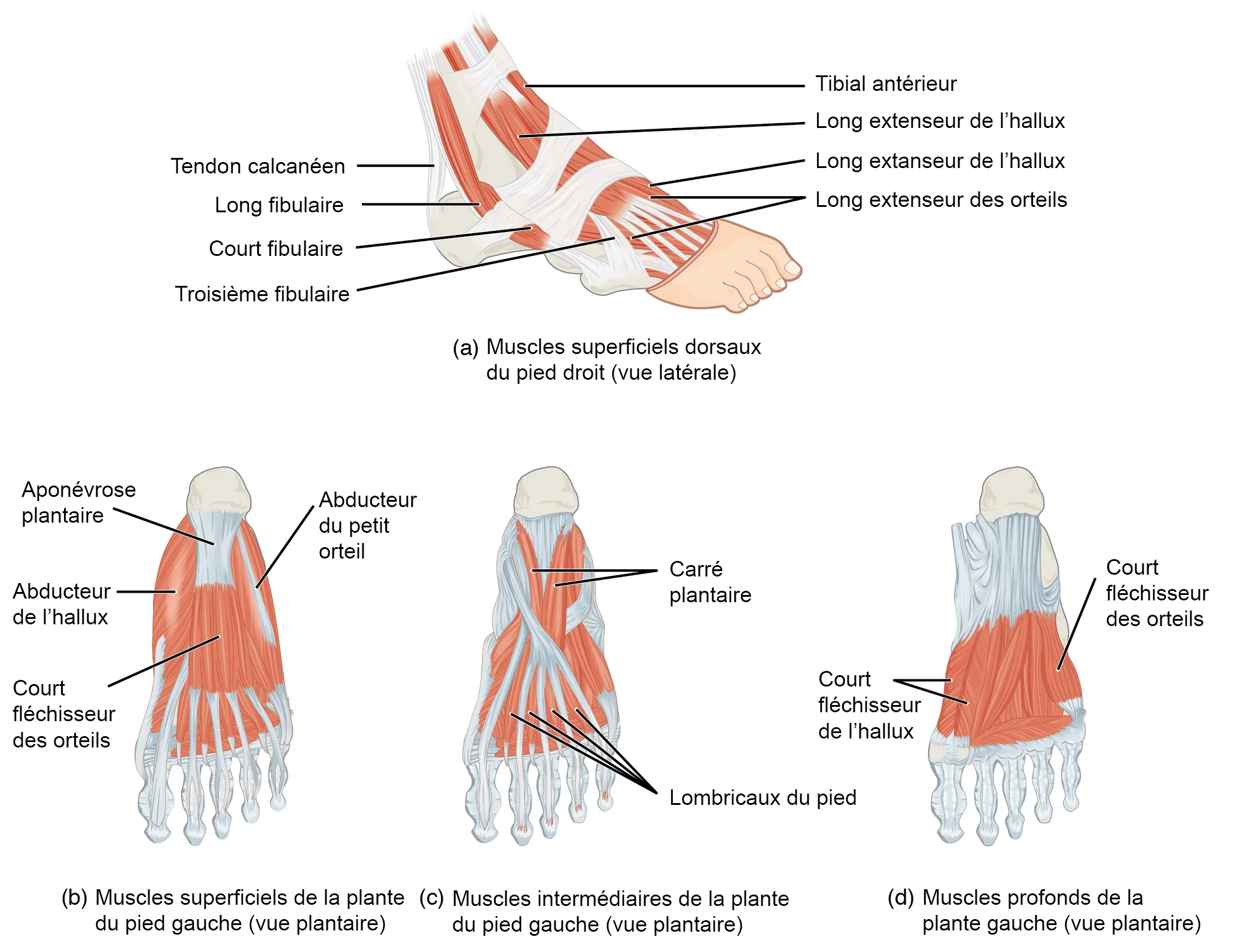
Muscle du pied
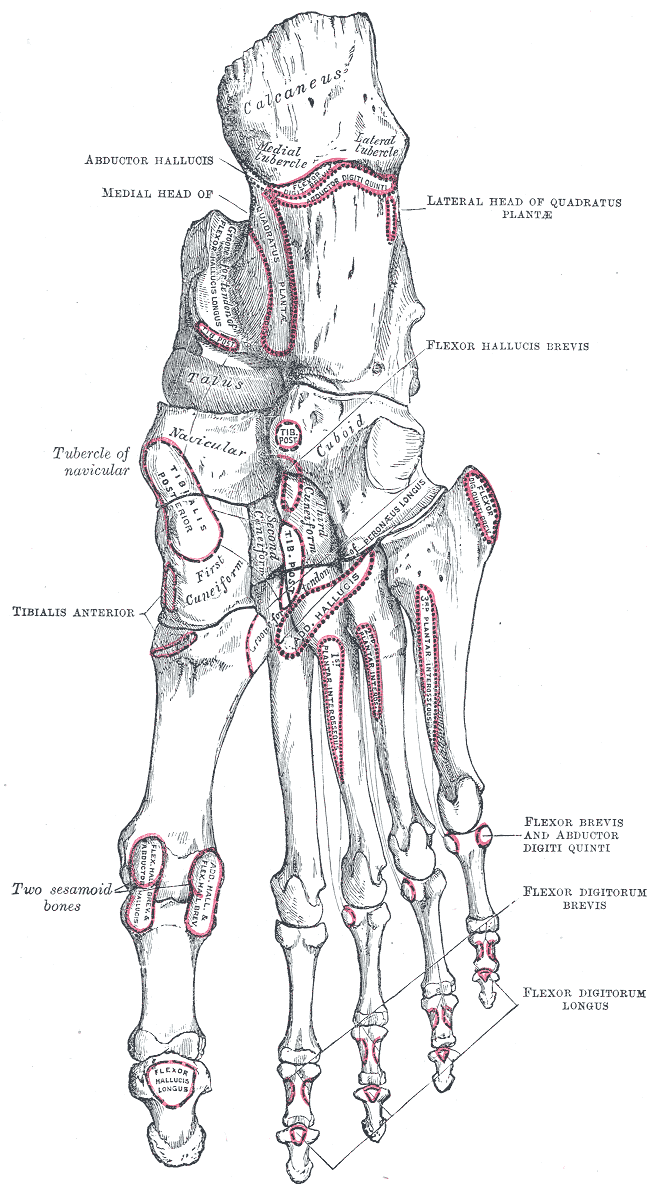
Vue plantaire des os du pied droit.
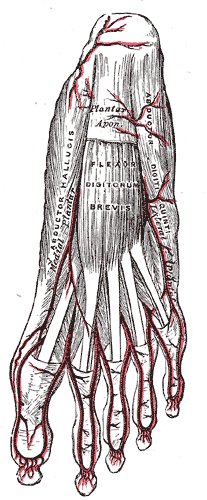
Vaisseaux de la face plantaire du pied.
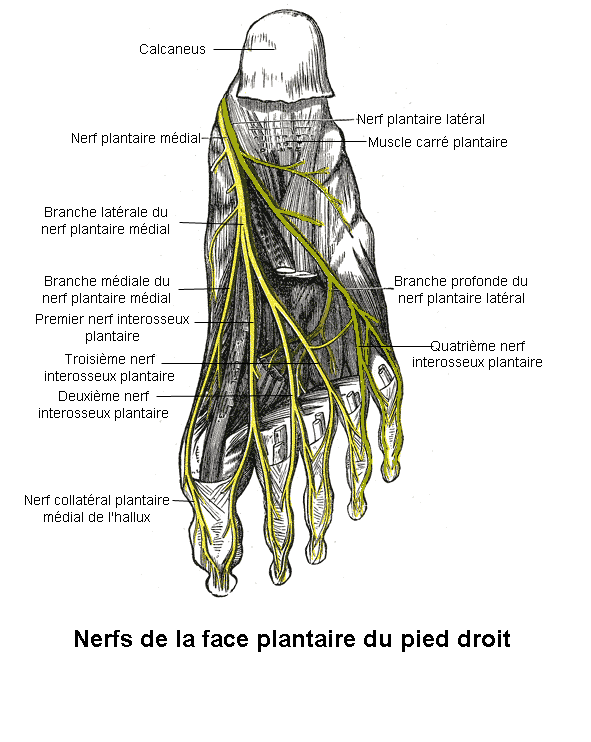
Nerfs de la face plantaire du pied.